# 当尾村 (熊本県)
当尾村（とうのおむら）は、熊本県の中部に位置していた村。

## 地理
- 河川：浅川、大野川

## 歴史
- 1889年4月1日 - 浦川内村、曲野村、古保山村、萩尾村、久具村、大野村が合併して発足。
- 1954年12月1日 - 松橋町、豊福村、豊川村 が合併し、新町制による松橋町が発足。

## 学校
- 当尾村立当尾小学校